# 威廉·沃丁顿
威廉·亨利·沃丁顿（英語：William Henry Waddington，1826年12月11日—1894年1月13日），法国学者、大使和政治家。他被温和共和派任命为法国总理，主要因为他为人谨慎和无甚政治倾向，这标志着第三共和国将杰出人物排除在权力地位以外的一种倾向的开始。

## 生平
沃丁顿出生在厄尔-卢瓦省阿夫尔河畔圣雷米，是1780年后定居法国的一个英国制造商之子，在法国开始受教育，但毕业于英格兰拉格比学校和剑桥三一学院。回到法国后，沃丁顿致力于考古研究，他曾旅游地中海东部，发表过一系列论中东和罗马古迹的论文，1865年当选为法国铭文和文学院院士。1871年作为无党派人士当选为众议员；1876年当选为参议员。1873年5月曾当过几天教育部长，1876年3月至1877年5月复任此职。1877年12月任外交部长。作为法国代表出席1878年柏林会议取得了成功。1879年1月的选举加强了温和共和派的势力，帕特里斯·麦克马洪被迫辞去总统职务。继任者儒勒·格雷維遴选他为总理（1879年2月），后仅保留外交部长职务，以主要精力积极从事外交活动，1879年12月被迫辞职。沃丁顿在任驻英国大使时期（1883年－1893年），于1884年进行关于埃及问题的谈判。1893年失去参议院议席。